# Proeulepethus clarki
Proeulepethus clarki är en ringmaskart som beskrevs av Pettibone 1986. Proeulepethus clarki ingår i släktet Proeulepethus och familjen Eulepethidae. Inga underarter finns listade i Catalogue of Life.